# Jørn Lier Horst

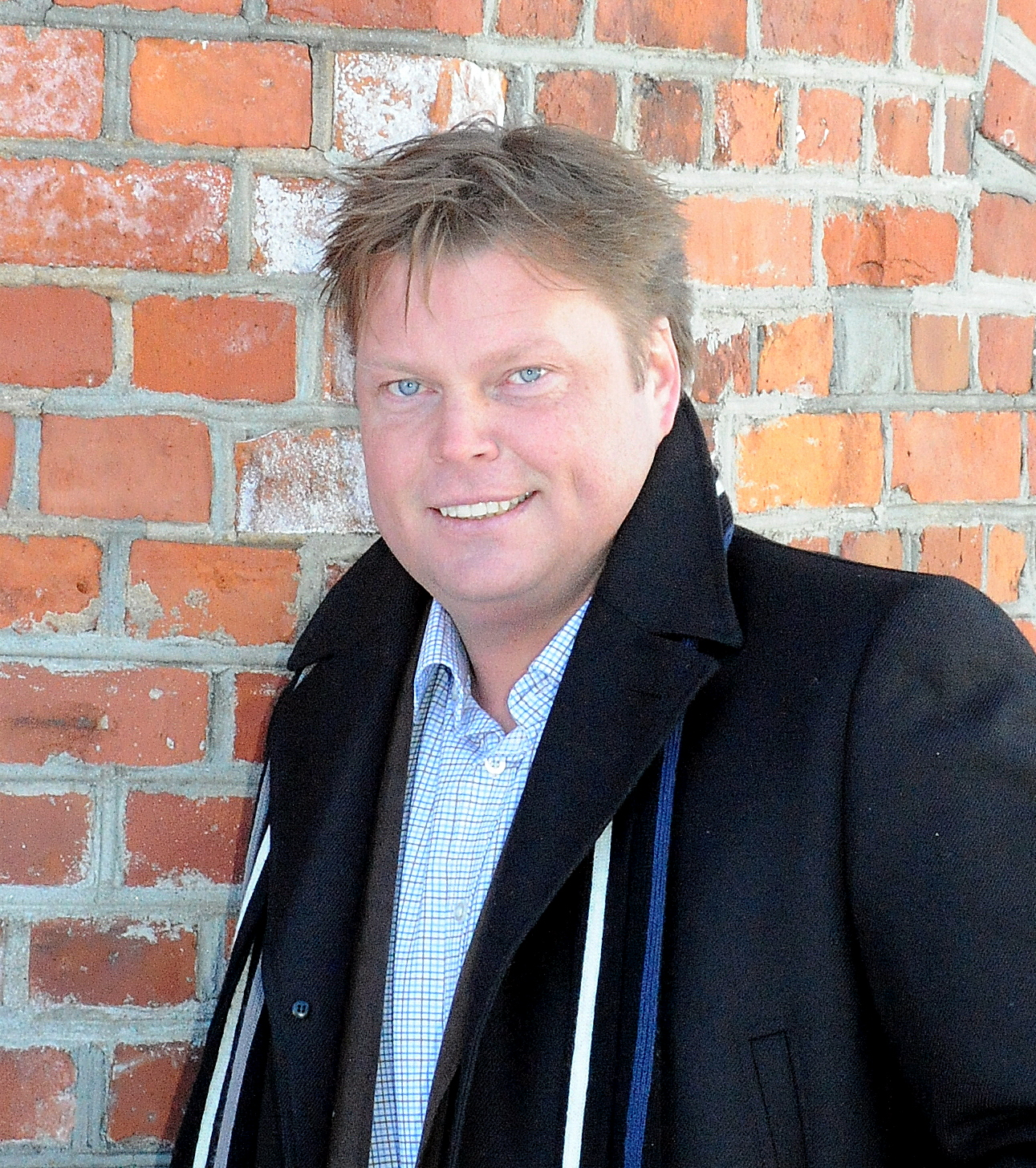
Jørn Lier Horst

Jørn Lier Horst (Bamble, 27 februari 1970) is een Noorse schrijver en voormalig rechercheur moordzaken. De werkplek van zijn personage William Wisting is maar een paar deuren verwijderd van Jørn Lier Horsts eigen bureau.

### Nullpunkt-trilogie, met co-auteurThomas Enger
- 2018: Nullpunkt (Nulpunt, A.W. Bruna Uitgevers, 2020)
- 2019: Røykteppe (Rookgordijn, A.W. Bruna Uitgevers, 2021)
- 2020: Slagside (Slagzij, A.W. Bruna Uitgevers, 2022)
- 2022: Arr (Stigma, A.W. Bruna Uitgevers, 2023)
- 2023: Offer (Schuld, A.W. Bruna Uitgevers, 2024)

### Wisting-serie
- 2022: Forræderen (De verrader, A.W. Bruna Uitgevers, april 2025)
- 2021: Grenseløs (Grenzeloos, A.W. Bruna Uitgevers, september 2024)
- 2020: Sak 1569 (Dossier 1569, A.W. Bruna Uitgevers, september 2023)
- 2019: Illvilje (De onbekende, Cold-Case kwartet 3, A.W. Bruna Uitgevers, september 2022)
- 2018: Det innerste rommet (De Fjord, Cold-Case kwartet 2, A.W. Bruna Uitgevers, oktober 2021)
- 2017: Katharina Koden (De Katharinecode, Cold-Case kwartet 1, A.W. Bruna Uitgevers, augustus 2020)
- 2016: Når det mørkner
- 2015: Blindgang (Dwaalspoor, A.W. Bruna Uitgevers, juli 2019)
- 2013: Hulemannen (De kluizenaar, A.W. Bruna Uitgevers, 2018)
- 2012: Jakthundene (Jachthonden, A.W. Bruna Uitgevers, 2017) - Rivertonprisen, Glazen Sleutel en Svenska Deckarakademins pris för bästa till svenska översatta kriminalroman
- 2011: Vinterstengt (Rode sneeuw, A.W. Bruna Uitgevers, 2016) - Bokhandlerprisen
- 2010: Bunnfall (Bezinksel), niet in het Nederlands verschenen.
- 2009: Nattmannen (De nachtman), niet in het Nederlands verschenen.
- 2008: Kodenavn Hunter (Codenaam Hunter), niet in het Nederlands verschenen.
- 2007: Den eneste ene (De enige echte), niet in het Nederlands verschenen.
- 2006: Når havet stilner (Als de zee zwijgt, Querido, 2008)
- 2005: Felicia forsvant (Toen Felicia verdween, Querido, 2007)
- 2004: Nøkkelvitnet (De hoofdgetuige), niet in het Nederlands verschenen.

### CLUE-serie (misdaadromans voor jongeren)
- 2016: Ulvehundgåten
- 2016: Sjøormgåten
- 2015: Rivertongåten
- 2015: Hodeskallegåten
- 2014: Libertygåten
- 2014: Esmeraldagåten
- 2013: Undervannsgåten
- 2013: Gravrøvergåten
- 2012: Salamandergåten
- 2012: Maltesergåten

### Detektivbyrå nr. 2 (misdaadromans voor kinderen)
- 2016: Operasjon Plastpose
- 2016: Operasjon Sirkus
- 2016: Jakten på Jungelens Dronning
- 2016: Operasjon Spøkelse
- 2015: Operasjon Bronseplass
- 2015: Jakten på Kaptein Kroghs gull
- 2014: Operasjon Påskelilje
- 2014: Operasjon Sommerøya
- 2014: Operasjon Vindkast
- 2013: Operasjon Tordensky
- 2013: Operasjon Mørkemann
- 2013: Operasjon Solnedgang

### Andere werken
- 2008: Kriminalteknikk (non-fictieboek over politiewerk voor kinderen en jongeren)
- 2006: Kodenavn Hunter: dobbeltspill – actiethriller gebaseerd op de tv-serie Kodenavn Hunter
- 2015: Badboy (documentaire over de moordenaar Trond Einar Frednes)

## Bestseller 60
| Boeken met noteringen in de Nederlandse Bestseller 60 | Jaar van verschijnen | Datum van binnenkomst | Hoogste positie | Aantal weken | Opmerkingen                      |
| ----------------------------------------------------- | -------------------- | --------------------- | --------------- | ------------ | -------------------------------- |
| Rookgordijn                                           | 2021                 | 13-01-2021            | 47              | 1            | in samenwerking met Thomas Enger |
| Slagzij                                               | 2022                 | 30-02-2022            | 26              | 1            | in samenwerking met Thomas Enger |
| De Onbekende                                          | 2022                 | 14-09-2022            | 33              | 2            |                                  |
| Stigma                                                | 2023                 | 10-05-2023            | 29              | 1            | in samenwerking met Thomas Enger |
| Dossier 1569                                          | 2023                 | 27-09-2023            | 32              | 1            |                                  |
| Schuld                                                | 2024                 | 22-05-2024            | 31              | 1            | in samenwerking met Thomas Enger |
| Grenzeloos                                            | 2024                 | 11-09-2024            | 20              | 2            |                                  |
| De verrader                                           | 2025                 | 16-04-2025            | 19              | 2            |                                  |

## Theaterproducties
- 2013: Arven fra Beathovden, misdaadkomedie/musical (Teater Ibsen)
- 2012: Fangen fra Rotteholmen, misdaadkomedie/musical (Teater Ibsen)
- 2011: Mysteriet på Hotell Kokkelimonke, misdaadkomedie/musical (Teater Ibsen)
- 2011: Mesterdetektiven og smilet som forsvant, misdaadkomedie (Tiedemanns teater)
- 2009: Professor Zweisteins sensasjon, misdaadkomedie (Teater Ibsen)